# Avoca (Nouvelle-Zélande)
Pour les articles homonymes, voir Avoca.
Avoca est une localité de la région de Canterbury située dans l’Île du Sud de la Nouvelle-Zélande.

## Situation
Elle est localisée le long du trajet de la ligne Midland entre la ville de Craigieburn et celle de « Staircase ».
Il n’y a pas de résident permanent mais c’était autrefois, le siège d’un bureau du chemin de fer.

## La compagnie minière de charbon de «Mount Torlesse Coal Company»
Cette compagnie (la « Mont Torlesse coal compagny») a assuré le fonctionnement de la mine de charbon dans les environs de la vallée de la rivière Broken entre 1917 et 1928.
Elle a fait fonctionner un tramway  d’écartement 70 cm, tracté par un cheval puis par une machine à vapeur sur approximativement 700 mètres avec un plan incliné, qui ramenait vers le haut le charbon en dehors au niveau de la vallée de la rivière "Broken River", puis sur un côté de la colline sur 2,7 kilomètres de long par un autre plan incliné, qui abaissait le charbon approximativement de 600 mètres pour rejoindre la gare de chemin de fer de la ville d’Avoca. 
Le charbon était ensuite distribué à travers toute la région de Canterbury. L’ouverture du tunnel ferroviaire de « Otira Railway » en 1923 donnant accès à un charbon moins cher provenant de la région de la West Coast  a probablement contribué significativement à la fermeture de la compagnie. 
L’ancien bâtiment de la direction de la mine est maintenant utilisé par le « Département de la Conservation» comme une installation d’enseignement de l’équipe du staff du secteur .